# 太平川站
太平川站，位于中华人民共和国吉林省松原市长岭县太平川镇，是通让铁路、平齐铁路上的火车站，建于1923年，由沈阳铁路局白城车务段管辖。

## 車站周邊
- 太平川铁路医院
- 太平川镇第一中学
- 中国移动太平川营业厅
- 太平川镇急救中心
- 中国农业银行长岭太平川分理处
- 太平川镇第四小学
- 太平川镇第二小学
- 太平川客运站

## 歷史
- 建于1923年。

## 外部連結
- 中国铁路客户服务中心（页面存档备份，存于）